# Desmos grandifolius
Desmos grandifolius là loài thực vật có hoa thuộc họ Na. Loài này được (Finet & Gagnep.) C.Y.Wu ex P.T.Li mô tả khoa học đầu tiên năm 1976.